# Leimia dubia
Leimia dubia är en kräftdjursart som beskrevs av Wells 1965. Leimia dubia ingår i släktet Leimia och familjen Canthocamptidae. Inga underarter finns listade i Catalogue of Life.